# Thierry Baudet
Thierry Baudet (28. siječnja 1983.), nizozemski je političar, predsjednik nacionalno-konzervativne i euroskeptične stranke Forum za demokraciju. Rođen je u Heemstedeu u obitelji nizozemskog, valonskog i indonezijskog podrijetla.
Baudet je euroskeptik i protivnik multikulturalizma. Blizak je s brojnim eminentnim ličnostima poput Rogera Scrutona, Douglasa Murrayja i Jean-Marie Le Pena. Autor je desetak knjiga, među kojima se ističe Oikofobija: strah od doma iz 2013. godine.
Baudet je agnostik, ali se smatra kulturalnim kršćaninom.